# Montferland (regione)

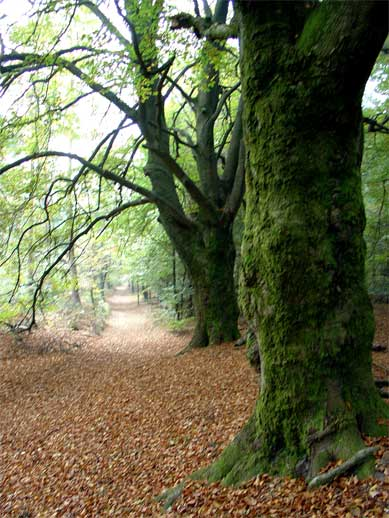
Il Bergherbos nel Montferland

Il Montferland è un'area collinare del sud-est dei Paesi Bassi, situata nella provincia della Gheldria e, più precisamente, tra la regione dell'Achterhoek e la regione del Liemers. Si tratta di una delle poche aree collinari del Paese, noto per il suo territorio in gran parte piatto.
Dall'area ha preso il nome il comune omonimo, istituito nel 2005.

## Geografia

### Collocazione
Il Montferland si trova nella parte sud-orientale della provincia della Gheldria, ad est dell'area nota come Gelderse Poort: si estende a sud di Doetinchem e sino al confine con la Germania.

### Territorio
La più alta collina del Montferland è la Hettenheuvel, che raggiunge un'altitudine di 91,6 metri.
Altre colline sono lo Hulzenberg (84,6), l'Eltenberg (82,4 m), il Galgenberg (66,8 m) e il Montferland(66,8 m).
l'area protetta nota come Bergherbos..

### Località
Tra le principali località che si trovano nel Montferland, vi sono 's-Heerenberg, Zeddam e Beek.

## Geologia
Il Montferland si formò nell'ultimo periodo dell'era glaciale.

## Luoghi d'interesse
- Het Peeske, fonte naturale a Beek[2]

## Sport
- Montferland Run, corsa podistica a 's-Heerenberg[5]